# Wyszowate (Miłki)
Wyszowate [vɨʂɔˈvatɛ] (deutsch Wissowatten) ist ein Dorf in der polnischen Woiwodschaft Ermland-Masuren und gehört zur Landgemeinde Miłki (Milken) im Powiat Giżycki  (Kreis Lötzen).

## Geographische Lage
Wyszowate liegt zwischen Wissowater See (polnisch Jezioro Bycek) und Ublick-See (Jezioro Ublik Wielki) in der östlichen Mitte der Woiwodschaft Ermland-Masuren, 15 Kilometer südöstlich der Kreisstadt Giżycko (Lötzen).

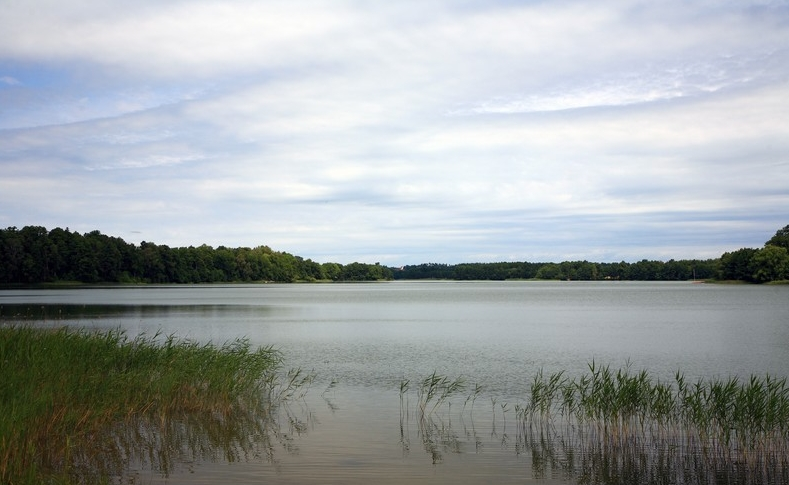
Blick auf den Jezioro Ublik Wielki (Ublick-See)

## Geschichte
Wissowatten wurde im Jahre 1475 gegründet. Zwischen 1874 und 1945 war das Dorf in den Amtsbezirk Milken (polnisch Miłki) eingegliedert und gehörte zum Kreis Lötzen im Regierungsbezirk Gumbinnen (1905 bis 1945: Regierungsbezirk Allenstein) der preußischen Provinz Ostpreußen. Im gleichen Zeitraum war Wissowatten mit dem Wohnplatz Ogrodtken (1938 bis 1945: Reiken, polnisch: Ogródek, nicht mehr existent) dem Standesamt Milken zugeordnet.
Im Jahre 1910 waren in Wissowatten 300 Einwohner gemeldet. Ihre Zahl stieg bis 1933 auf 394 und belief sich 1939 auf 389.
Aufgrund der Bestimmungen des Versailler Vertrags stimmte die Bevölkerung im Abstimmungsgebiet Allenstein, zu dem Wissowatten gehörte, am 11. Juli 1920 über die weitere staatliche Zugehörigkeit zu Ostpreußen (und damit zu Deutschland) oder den Anschluss an Polen ab. In Wissowatten stimmten 240 Einwohner für den Verbleib bei Ostpreußen, auf Polen entfielen keine Stimmen.
In Kriegsfolge kam Wissowatten 1945 mit dem gesamten südlichen Ostpreußen zu Polen und trägt seither die polnische Ortsbezeichnung „Wyszowate“. Mit Sitz eines Schulzenamtes (polnisch sołectwo) ist das Dorf heute eine Ortschaft im Verbund der Landgemeinde Miłki (Milken) im Powiat Giżycki (Kreis Lötzen), vor 1998 der Woiwodschaft Suwałki, seither der Woiwodschaft Ermland-Masuren zugehörig.

## Kirche
Vor 1945 war Wissowatten in die evangelische Kirche Milken in der Kirchenprovinz Ostpreußen der Kirche der Altpreußischen Union und in die katholische Pfarrkirche St. Bruno Lötzen im Bistum Ermland eingepfarrt. Heute gehört Wyszowate zur evangelischen Pfarrkirche Giżycko in der Diözese Masuren der Evangelisch-Augsburgischen Kirche in Polen bzw. zur katholischen Pfarrkirche Miłki im Bistum Ełk der Römisch-katholischen Kirche in Polen.

## Verkehr
Wyszowate liegt an der verkehrstechnisch bedeutenden polnischen Landesstraße DK 63 (einstige deutsche Reichsstraße 131) die von der polnisch-russischen Grenze bei Perły (Perlswalde) bis zur polnisch-belarussischen Grenze bei Sławatycze führt. Zwischen 1905 und 1945 war Milken die nächste Bahnstation und lag an der – kriegsbedingt 1945 stillgelegten und abgebauten – Bahnstrecke Lötzen–Arys (–Johannisburg).